# Egnatioides pasquieri
Egnatioides pasquieri är en insektsart som beskrevs av Morales-agacino 1950. Egnatioides pasquieri ingår i släktet Egnatioides och familjen gräshoppor. Inga underarter finns listade i Catalogue of Life.